# Zystozentese
Die Zystozentese ist eine vor allem in der Tiermedizin durchgeführte Punktion der Harnblase (Cystis). Die Harnblasenpunktion kann unter sonografischer Kontrolle oder blind erfolgen. Indikationen sind vor allem die Gewinnung sterilen Harns für eine Urinkultur oder als Notfallmaßnahme bei einer Verlegung der unteren Harnwege die Druckentlastung der Blase.
Die Zystozentese erfolgt mit einer weitlumigen Kanüle mit aufgesetzter Spritze durch die Bauchwand vor dem Schambein. Eine Anästhesie ist zumeist nicht erforderlich. Komplikationen sind selten, manchmal wird nach dem Eingriff eine harmlose vorübergehende Beimengung von Blut im Urin beobachtet.